# Chương trình Viking

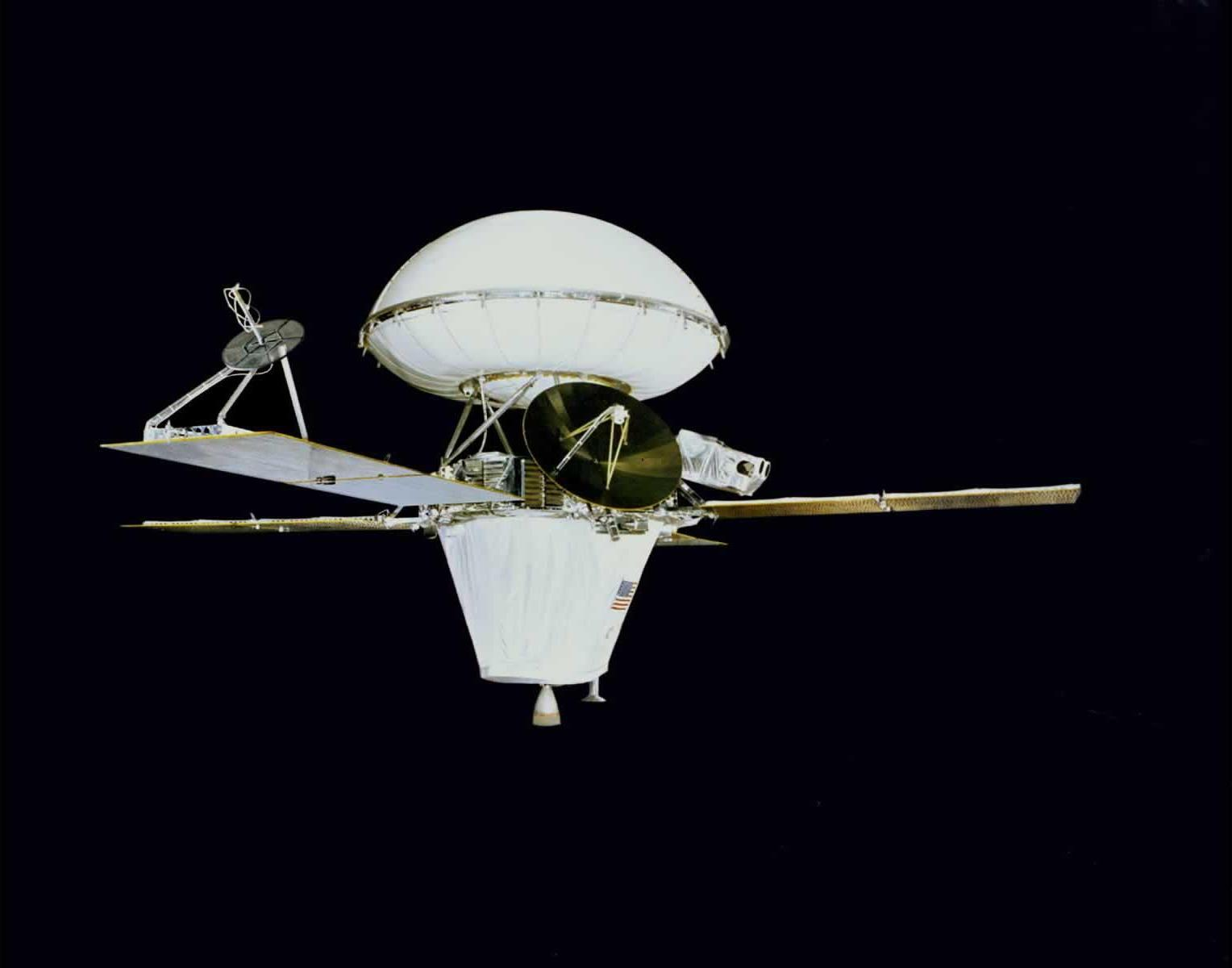
Vệ tinh Viking

Tàu Viking là một chương trình thám hiểm Sao Hỏa không người lái của NASA, bao gồm Viking 1 và Viking 2. Mỗi cuộc thám hiểm này đều có vệ tinh dùng để chụp ảnh bề mặt Sao Hỏa từ quỹ đạo bay quanh hành tinh này, và để trung chuyển dữ liệu về Trái Đất cho một trạm mặt đất Viking. Đây là chương trình tốn kém và nhiều tham vọng nhất từng được gửi đến Sao Hỏa. Nó cũng là một chương trình vũ trụ khá thành công; từ cuối thập kỷ 1970 đến đầu thập kỷ 2000, hầu hết các dữ liệu về Sao Hỏa được cung cấp cho các khoa học gia trên thế giới nhờ Viking.
Viking 1 được phóng ngày 20 tháng 8 năm 1975, còn Viking 2 được phóng ngày 9 tháng 9 năm 1975. Mỗi tàu vũ trụ này mang theo một vệ tinh nhân tạo và một trạm mặt đất. Sau khi bay vòng quanh Sao Hỏa và gửi về Trái Đất ảnh chụp bề mặt để chọn địa điểm khám phá bề mặt thích hợp, trạm mặt đất rời vệ tinh và rơi vào khí quyển Sao Hỏa để hạ cánh xuống bề mặt đã chọn. Vệ tinh tiếp tục chụp ảnh và thực hiện các thí nghiệm khoa học khác trong lúc trạm mặt đất mở các thiết bị khoa học và thực hiện đo đạc ngay trên bề mặt Sao Hỏa. Khối lượng tổng cộng, gồm cả nhiên liệu, của tàu Viking là 3527 kg. Trạm mặt đất có khối lượng 600 kg còn vệ tinh, sau khi đã tách khỏi trạm mặt đất, có khối lượng 900 kg.
Chi phí tổng cộng cho dự án Viking là khoảng một tỷ Mỹ kim.

## Trạm mặt đất

Sơ đồ trạm mặt đất Viking